# 闫桂珍
闫桂珍（1962年—），女，满族，辽宁岫岩人，中国甘肃省嘉峪关市的中学教师，甘肃省特级教师、正高级教师，嘉峪关市闫桂珍爱心助学基金会理事长，中共十八大代表。被誉为“甘肃省教育一面旗帜”。

## 生平
早年家境贫苦，在亲友和老师帮助下完成学业。闫桂珍因此立志成为教师。1979年，考入丹东师专（今辽东学院师范学院）。毕业后，闫桂珍进入当地乡镇中学教书。1985年，响应国家号召，闫桂珍离开辽宁，前往嘉峪关市教书。1992年，加入中国共产党。
她是甘肃省嘉峪关市酒钢三中教师。在教学期间多次捐款。2011年，闫桂珍被评为“陇原名师”。得到甘肃省教育厅支持，她在嘉峪关市创立“闫桂珍名师工作室”，培养当地语文教师。2012年，捐出获得的嘉峪关市“促进教育事业发展特殊贡献奖”的20万元奖金，创建了嘉峪关市闫桂珍公益教育爱心助学基金会。资助了一万多名贫困中小学生。

## 荣誉
闫桂珍被誉为甘肃教育战线的一面旗帜，嘉峪关市促进民族团结的典范。
先后荣获“全国道德模范提名奖”、“全国五一劳动奖章”、“全国五一巾帼奖章”、“全国五一巾帼标兵”、“全国三八红旗手”、“甘肃省先进工作者”、“甘肃省优秀共产党员”等60多项荣誉。2018年，入选“国家万人计划名师”。2019年2月，中共甘肃省委宣传部授予改革开放40年感动甘肃“陇人骄子”荣誉称号和“改革开放40年40人”荣誉称号。
2019年，获得新中国成立70周年最美奋斗者荣誉称号。2021年3月，中共甘肃省委组织部推荐为庆祝中国共产党建党100周年全国优秀共产党员人选。

## 家庭
已婚，有一个儿子。弟弟高位截瘫，与她的家庭共同生活。